# Слободенюк Володимир Микитович
Володи́мир Мики́тович Слободе́нюк (9 вересня 1944, місто Рязань, тепер Рязанська область, Російська Федерація) — український діяч, генерал-лейтенант, начальник Управління СБУ в Дніпропетровській області (1991—1996 роки). Народний депутат України 1-го скликання.

## Життєпис
Народився у родині військовослужбовця.
У 1959—1963 роках — студент Бердичівський машинобудівного технікуму Житомирської області.
У 1963—1973 роках — слюсар, апаратник, майстер, начальник комплексу, начальник цеху, заступник директора Павлоградського хімічного заводу Дніпропетровської області.
Закінчив Дніпропетровський хіміко-технологічний інститут, інженер-механік.
Член КПРС з 1972 до 1991 року.
У 1973—1988 роках — оперуповноважений, старший оперуповноважений, інспектор, начальник відділення, заступник начальника відділу, начальник відділу, заступник начальника Управління КДБ УРСР по Дніпропетровській області; начальник управління центрального апарату Комітету державної безпеки УРСР. У 1986 році брав участь у ліквідації наслідків аварії на Чорнобильській АЕС.
У 1988—1991 роках — начальник управління КДБ УРСР по Дніпропетровській області.
18.03.1990 року обраний народним депутатом України, 2-й тур, 51,39 % голосів, 10 претендентів. Входив до групи «Злагода-Центр». Член Комісії ВР України з питань оборони і державної безпеки.
У 1991 — лютому 1996 року — начальник Управління Служби безпеки України в Дніпропетровській області.

## Звання
- генерал-лейтенант

## Нагороди та відзнаки
- орден «Знак Пошани»
- Почесна Грамота Президії Верховної Ради УРСР
- Почесна відзнака Президента України (04.1996)[2].